# Kruiskensberg

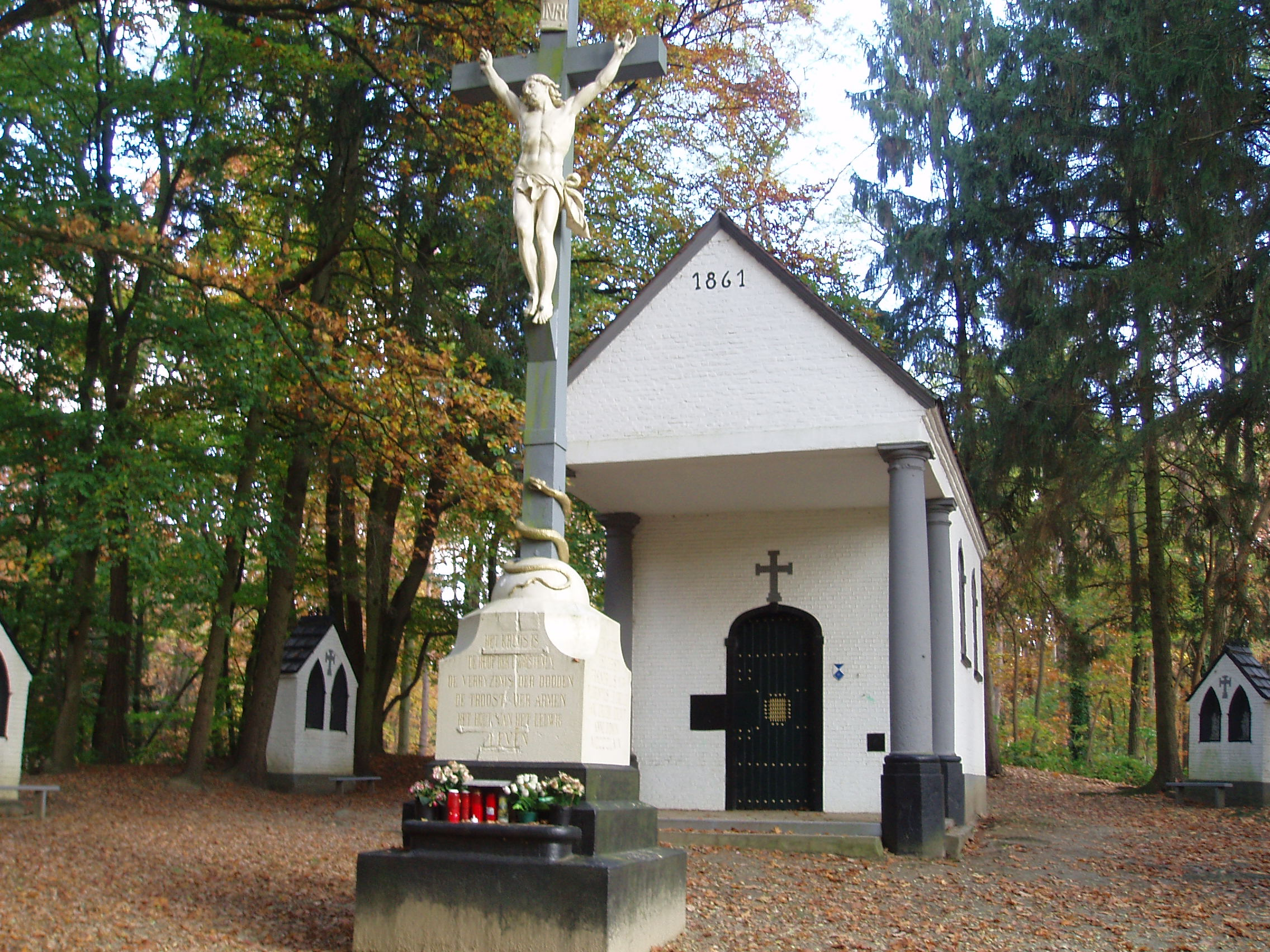
Kapel op de Kruiskensberg

De Kruiskensberg is een bedevaartplaats in de tot de Antwerpse gemeente Nijlen behorende plaats Bevel, gelegen aan de Kruiskensbaan.

## Geschiedenis
Het bedevaartsoord zou ontstaan zijn toen omstreeks 1260 een herder dronk van het water van een bron op deze heuvel en aldus van koorts genas. Hij zou dan een kruis hebben geplaatst bij de bron. In 1691 werd de bron vervangen door vijf waterputten. Deze symboliseren de vijf wonden van Christus.
De bedevaart, die op Goede Vrijdag plaats vond, werd vergezeld van een jaarmarkt.
De huidige kapel werd in 1861 gebouwd, in 1864 volgde een ijzeren kruis en in 1895 werden een zevental kapelletjes bijgebouwd met elk twee kruiswegstaties.

## Locatie
In het middelpunt staat een kapel in neoclassicistische stijl met een groot portiek op Dorische zuilen. Het interieur wordt overkluisd door een tongewelf.
Vóór de kapel bevindt zich het kruis. Er om heen staan de kruiswegkapelletjes gerangschikt. In 1961 werd nog een natuurstenen piëta geplaatst, vervaardigd door Jos Jacobs.
Het geheel ligt in een natuurgebied ten noorden van de Grote Nete met een steilrand aan de oever van een afgesneden meander van het riviertje.